# Тернопільська обласна премія імені Соломії Крушельницької
Тернопільська обласна премія імені Соломії Крушельницької — регіональна музична премія Тернопільської области. Заснована на честь оперної співачки, педагогині Соломії Крушельницької.
На здобуття премій подаються нові оригінальні твори і роботи, опубліковані (оприлюднені) у завершеному вигляді протягом останніх п’яти років, але не пізніше як за півроку до їх висунення на здобуття премій.

## Лауреати
- 2008 — Омелян Кміть[1]
- 2009 — Євген Корницький[2]
- 2010 — Ярослав Злонкевич[3]
- 2011 — Богдан Гриб[4]
- 2012 — Мирослав Кріль[5]
- 2013 — Юрій Кіцил[6]
- 2014 — Наталія Лемішка[7]
- 2015 — Володимир Семчишин[8]
- 2016 — Іван Громик[9]
- 2017 — Василь Феленчак[10]
- 2018 — Володимир Футорський, Володимир Гапій, Ярослав Якимчук, Андрій Затонський[11]
- 2019 — Анатолій Баньковський[12]
- 2020 — Дмитро Губ'як[13]
- 2021 — Святослав Дунець[14]